# Bradypterus centralis
Bradypterus centralis (лат.) — вид воробьиных птиц из семейства сверчковых. Иногда его считают не самостоятельным таксоном, а подвидом болотной пестрогрудки (лат. Bradypterus baboecala) -
Bradypterus baboecala centralis. Выделяют до четырех подвидов.

## Распространение
Обитают в Африке к югу от Сахары, в частности, на территории Бурунди, Демократической Республики Конго, Кении, Танзании, Руанды и Уганды.

## Описание
Длина тела 13-15 см. Вес в среднем 12 г.

## Биология
Миграций не совершают. Продолжительность жизни поколения оценивается в 3.5 года.